# Мартинес, Эдимар
Эдима́р Марти́нес Бла́нко (исп. Edymar Martínez Blanco}; род. 10 июля 1995, Пуэрто-ла-Крус, Ансоатеги) — венесуэльская модель, победительница конкурса красоты «Мисс Интернешнл 2015».

## Биография
Эдимар Мартинес родилась 10 июля 1995 года в Пуэрто-ла-Крус(штат Ансоатеги). 
В декабре 2010 года в возрасте 15 лет Эдимар выиграла «Мисс подростковая красота Венесуэлы». 
Она имеет образование в области туризма и модельного бизнеса.
9 октября 2014 года Мартинес представляла штат Ансоатеги «Мисс Венесуэла» и по его итогам стала представительницей Венесуэлы на международном конкурсе красоты «Мисс Интернешнл 2015». 5 ноября 2015 года Мартинес выиграла «Мисс Интернешнл 2015» и стала седьмой представительницей Венесуэлы, которая выигрывала этот конкурс.